# Derek Ryan

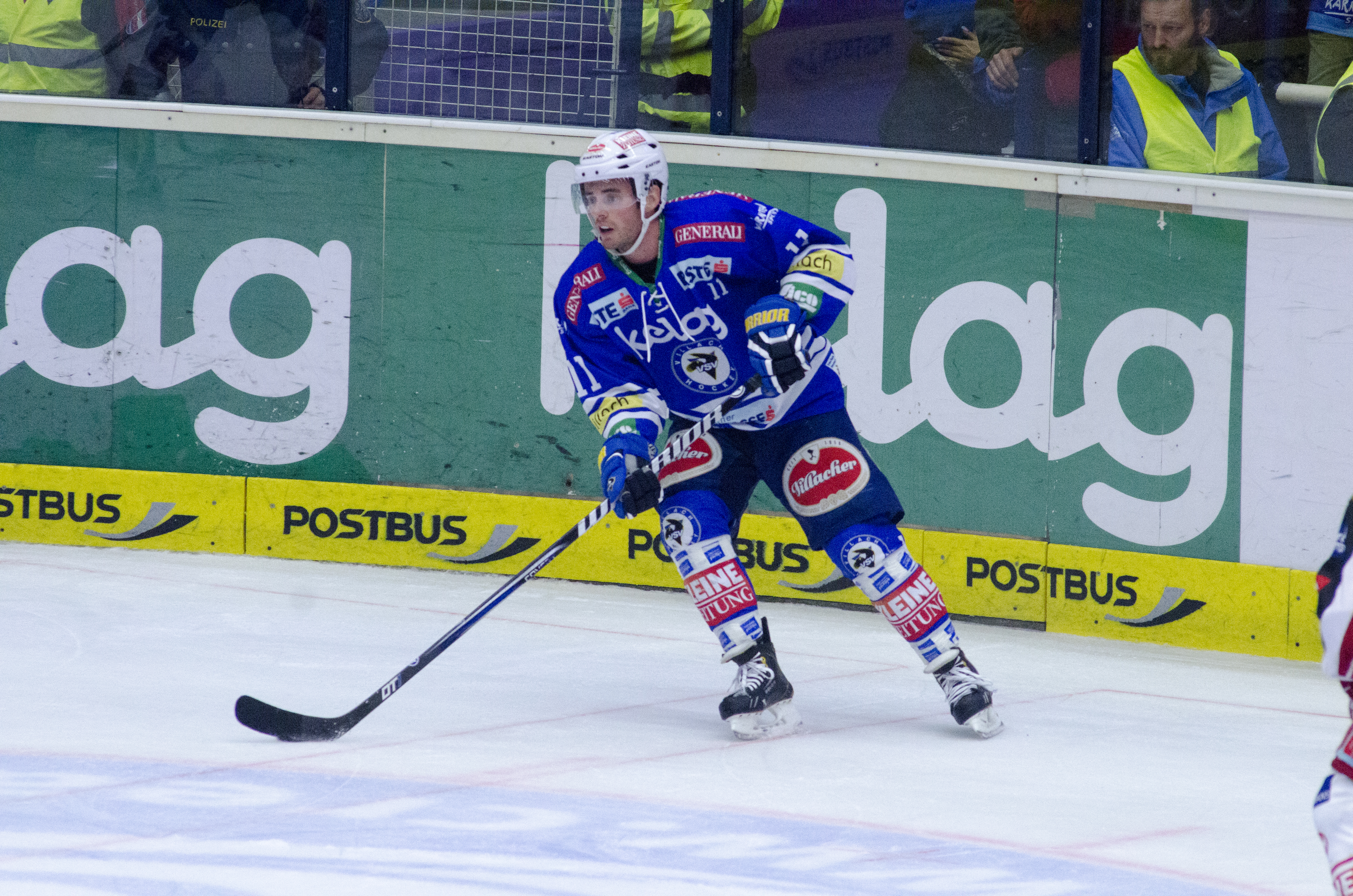
Derek Ryan i Villacher SV

Derek Ryan, född 29 december 1986 i Spokane, är en amerikansk professionell ishockeyspelare som spelar för Calgary Flames i NHL.
Han har tidigare spelat på NHL-nivå för Carolina Hurricanes och på lägre nivåer för Charlotte Checkers i AHL, Örebro HK i SHL, Villacher SV i EBEL och Spokane Chiefs i WHL.

## Spelarkarriär
Ryan började sin karriär med Spokane Chiefs i WHL. Han skrev sedan in sig vid University of Alberta och studerade fysiologi. Samtidigt spelade han för universitetets hockeylag Alberta Golden Bears. Under sitt första år i collegehockey vann han mästerskapet med Bears i den kanadensiska collegeligan (CIS). Under 2010 nådde han med åter igen cupfinalen, där Bears förlorade mot Saint Marys Huskies  med 2-3. Under den följande säsongen var han en av de framstående spelarna i ligan och har hedrades med flera utmärkelser, bland annat som den västra konferensens MVP.
2011 avslutade han sina studier och valde en flytt till Europa. Han fick ett ettårskontrakt med Alba Volán Székesfehérvár från Székesfehérvár i Ungern och spelade med klubben i den multinationella EBEL, liksom i den inhemska ungerska ligan.
2012 flyttade han inom EBEL till Villacher SV och blev genast en av de mest produktiva spelarna och blev inbjuden att representera USA i Deutschland Cup i november 2013. Han var den första amerikanska spelaren att ta steget från EBEL till att bli uttagen i landslaget. Den 8 november 2013 gjorde Ryan sin landslagsdebut i en match mot Slovakien. Med två segrar och en förlust vann USA turneringen och Ryan bidrog till framgången med tre assist.
Den 28 mars 2014 gjorde Ryan tre assist i semifinalen mot HC Bolzano och slog då Todd Eliks poängrekord på 98 poäng från säsongen 2006/2007 med sammanlagt 99 gjorda poäng. I slutändan förbättrade han rekordet till sammanlagt 100 poäng under säsongen innan Villacher blev utslagna i slutspelet. På grund av en utköpsklausul i sitt kontrakt för de europeiska toppligorna bröt han sitt kontrakt med Villacher och signerade ett tvåårskontrakt med Örebro HK i SHL.
Med 60 poäng på 55 matcher vann Ryan poängligan i SHL och blev framröstad som vinnare av Guldhjälmen 2015.

### NHL

#### Carolina Hurricanes
Den 16 juni 2015 meddelade NHL-klubben Carolina Hurricanes att de skrivit ett ettårigt tvåvägskontrakt med Ryan.

#### Calgary Flames
Den 1 juli 2018 skrev han som free agent på ett treårskontrakt med Calgary Flames värt 9,375 miljoner dollar.

## Priser och utmärkelser
- 2008 CIS-mästare med University of Alberta Golden Bears
- 2010 CIS All-Canadian Second Team
- 2011 CIS West Conference MVP
- 2011 CIS First-Team All-Canadian
- 2012 Ungersk mästare med Székesfehérvár
- 2013 Vinnare av Deutschland Cup
- 2014 MVP i EBEL (Ron Kennedy Trophy)
- 2014 Skyttekung i EBEL:s grundserie (36)
- 2014 Skyttekung i EBEL:s slutspel (16)
- 2015 Vinnare poängligan i SHL (60)
- 2015 Flest assist i SHL (45)
- 2015 Mest värdefulla spelare i SHL (Guldhjälmen)

## Spelarstatistik
| 2003–04     | Spokane Chiefs      | WHL         | 1   | 1  | 0   | 1   | 0  | 4  | 0 | 1  | 1  | 0  |
| 2004–05     | Spokane Chiefs      | WHL         | 71  | 14 | 32  | 46  | 39 | —  | — | —  | —  | —  |
| 2005–06     | Spokane Chiefs      | WHL         | 72  | 24 | 37  | 61  | 50 | —  | — | —  | —  | —  |
| 2006–07     | Spokane Chiefs      | WHL         | 72  | 28 | 31  | 59  | 50 | 6  | 3 | 2  | 5  | 2  |
|             | Kalamazoo Wings     | UHL         | 3   | 0  | 2   | 2   | 0  | 13 | 4 | 1  | 5  | 8  |
| 2007–08     | Univ. of Alberta    | CIS         | 28  | 11 | 14  | 25  | 20 | —  | — | —  | —  | —  |
| 2008-09     | Univ. of Alberta    | CIS         | 25  | 16 | 19  | 35  | 16 | 5  | 1 | 6  | 7  | 2  |
| 2009-10     | Univ. of Alberta    | CIS         | 28  | 14 | 25  | 39  | 30 | 5  | 0 | 2  | 2  | 0  |
| 2010-11     | Univ. of Alberta    | CIS         | 28  | 17 | 30  | 47  | 18 | 4  | 4 | 5  | 9  | 0  |
| 2011-12     | Székesfehérvár      | EBEL        | 50  | 25 | 24  | 49  | 20 | 6  | 1 | 3  | 4  | 6  |
|             | Székesfehérvár      | OB I        | 0   | 0  | 0   | 0   | 0  | 5  | 3 | 7  | 10 | 2  |
| 2012-13     | Villacher SV        | EBEL        | 54  | 27 | 39  | 66  | 22 | 7  | 3 | 8  | 11 | 6  |
| 2013-14     | Villacher SV        | EBEL        | 54  | 38 | 46  | 84  | 50 | 9  | 2 | 14 | 16 | 6  |
| 2014-15     | Örebro HK           | SHL         | 55  | 15 | 45  | 60  | 18 | 6  | 0 | 1  | 1  | 2  |
| 2015-16     | Carolina Hurricanes | NHL         | 6   | 2  | 0   | 2   | 2  | —  | — | —  | —  | —  |
|             | Charlotte Checkers  | AHL         | 70  | 23 | 32  | 55  | 24 | —  | — | —  | —  | —  |
| 2016-17     | Carolina Hurricanes | NHL         | 67  | 11 | 18  | 29  | 22 | —  | — | —  | —  | —  |
|             | Charlotte Checkers  | AHL         | 9   | 5  | 8   | 13  | 0  | —  | — | —  | —  | —  |
| 2017-18     | Carolina Hurricanes | NHL         | 80  | 15 | 23  | 38  | 28 | —  | — | —  | —  | —  |
| 2018-19     | Calgary Flames      | NHL         | —   | —  | —   | —   | —  | —  | — | —  | —  | —  |
| NHL totalt  | NHL totalt          | NHL totalt  | 153 | 28 | 41  | 69  | 52 | —  | — | —  | —  | —  |
| SHL totalt  | SHL totalt          | SHL totalt  | 55  | 15 | 45  | 60  | 18 | 6  | 0 | 1  | 1  | 2  |
| EBEL totalt | EBEL totalt         | EBEL totalt | 158 | 90 | 109 | 199 | 92 | 22 | 6 | 25 | 31 | 18 |